# 좌파계 무소속
좌파계 무소속(프랑스어: Divers Gauche, 약칭 DVG)은 프랑스 정치에서 좌파적 성향을 갖는 것으로 보이는 정치인들 중 어느 정당에도 가입되어 있지 않거나 군소정당에 소속된 이들을 의미한다. 대부분 사회당 출신의 탈당파가 무소속 대신 표방하는 용어이며  정치인들이 정치인이 표방하는 좌우파 분류를 위해 사용되는 용어로서, 지역적 수준에서 당선되는 사람들 중에서는 많고 프랑스 의회 등의 전국적 수준에서도 소수 존재한다.